# Ethete, Wyoming
Ethete är en ort (census-designated place) i Fremont County i centrala Wyoming i USA. Orten ligger omkring 35 kilometer väster om Riverton, Wyoming och 25 kilometer norr om Lander, Wyoming, i Wind Rivers indianreservat. Ethete hade 1 553 invånare vid 2010 års federala folkräkning.

## Historia
Orten växte upp i slutet av 1800-talet omkring missionsstationen St. Michael's, etablerad av Episkopalkyrkan 1887 för att missionera bland Arapahoerna och Shoshonerna i indianreservatet. Den första kyrkan byggdes år 1900 omkring 5 kilometer från ortens nuvarande plats, men efter att en ny och större station etablerats under 1910-talet genom en donation kom också kyrkan att flyttas till den nya, nuvarande platsen 1920. Missionsstationen är sedan 1971 upptagen i National Register of Historic Places.

## Turism och nöjesliv
Ethete har ett indiankasino, Little Wind Casino.